# Navratri

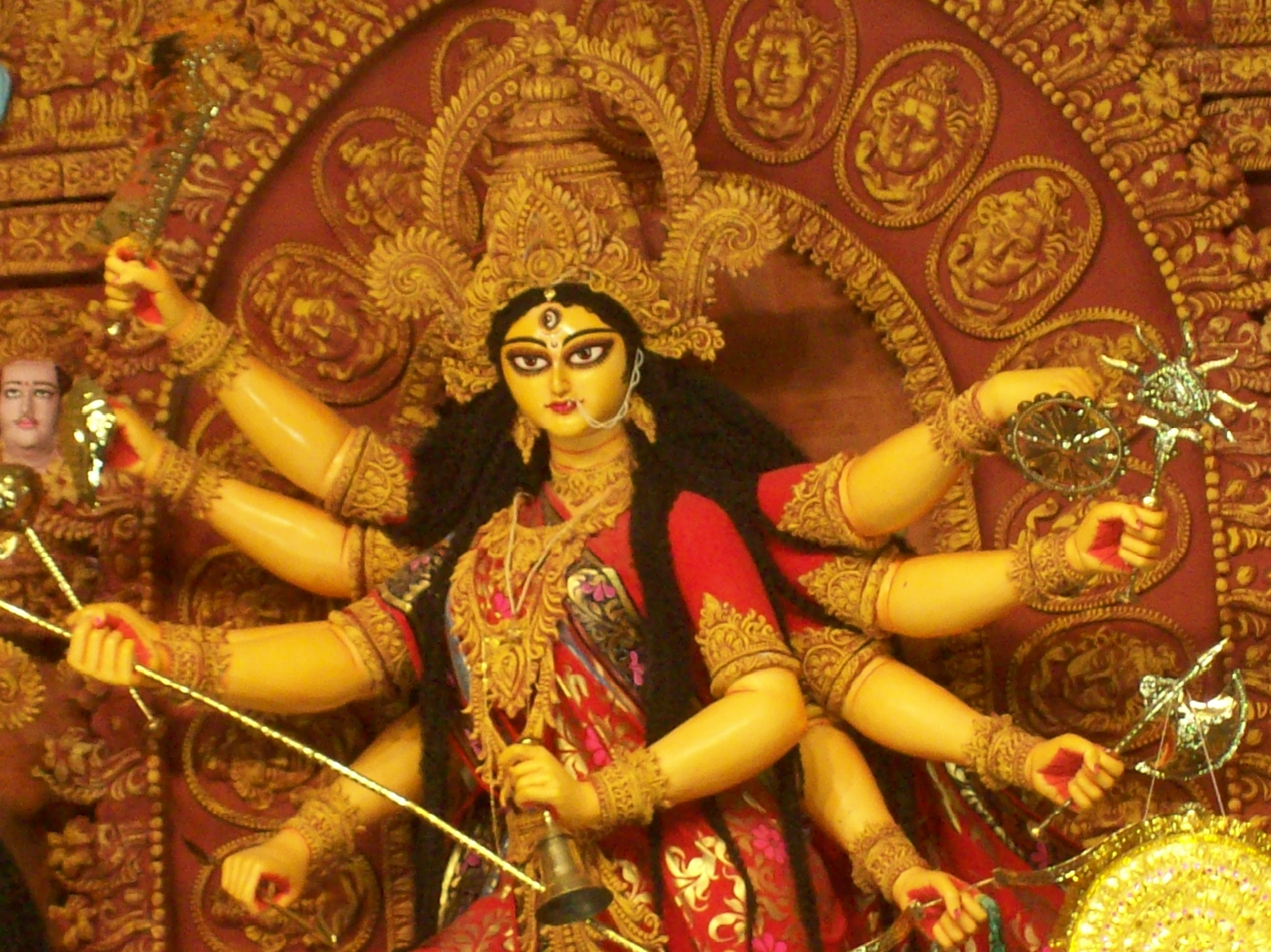
Celebración del festival el décimo día del festival de Navrati (denominado Dussehra).

Navratri (en hindi: नवरात्री en guyaratí: નવરાત્રી Oriya: ନର୍ଵାର୍ତୀ, en bengalí: নবরাত্রি en canarés: ನವರಾತ್ರಿ Asames: নৱৰাত্রি en maratí: नवरात्री Punjabi: ਨਰਾਤੇ Kashmiri: نَورات / नवरात en télugu: నవరాత్రీ en tamil: நவராத்திரி en malabar: നവരാത്രി) es un festival dedicado a adorar a la deidad hindú Durga. La palabra Navaratri significa 'nueve noches' en sánscrito, nava significa nueve y ratri noches. Durante estas nueve noches y diez días, se adoran nueve formas de Shakti/Devi. El décimo día es llamado Vijayadashami o "Dussehra" (también escrito Dasara). Navratri es un festival muy importante y es celebrado con gran celo en toda la India. Diwali el festival de las luces se celebra veinte días luego de Dasara.
La primera celebración se realiza en el mes Chaitra (marzo/abril del calendario gregoriano), y luego nuevamente en el mes de Sharada. Es observado por diferentes razones y celebrado de diferentes maneras en diversas partes del área de influencia de la cultura de India.
Teóricamente, existen cuatro Navaratri correspondientes a las estaciones. Sin embargo, en la práctica, es el festival post-monzón de otoño denominado Sharada Navaratri. El festival se celebra en la mitad luminosa del mes hindú Ashvin, que por lo general cae en los meses gregorianos de septiembre y octubre.
Este festival corresponde a una celebración taoísta que comienza en la noche del noveno mes lunar del calendario chino, que es observada por los chinos étnicos del grupo lingüístico Min Nan en los países del sudeste asiático tales como Myanmar, Singapur, Malasia, Tailandia y también en las islas Riau denominado el Festival de los nueve dioses emperadores.

## Relevancia

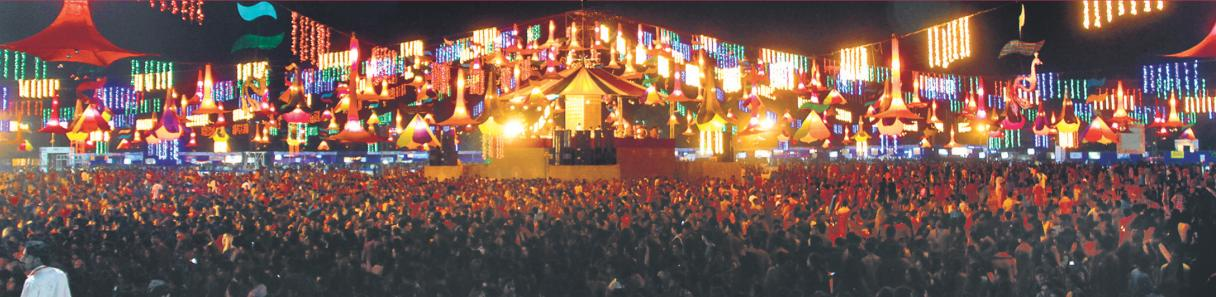
Mujeres y hombres danzando la Garba como parte de las celebraciones de Navratri en Vadodara.

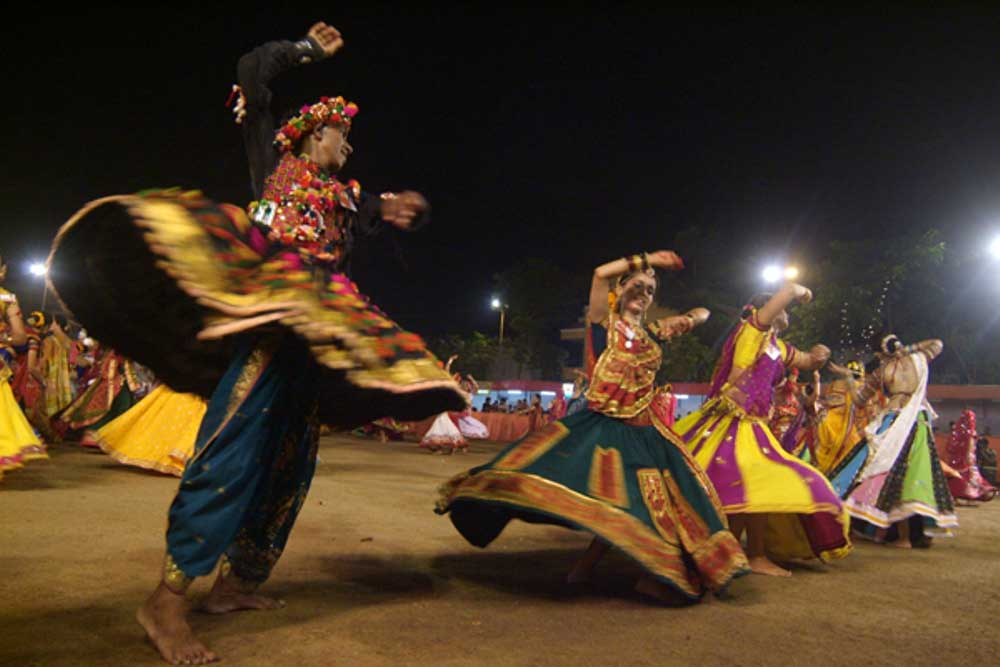
Danza Garba en Ahmedabad durante las festividades navaratri.

El comienzo de la primavera y el comienzo del otoño son considerados hitos importantes con confluencia de influencias climáticas y solares. Estos dos períodos son considerados oportunidades sagradas para la adoración de la Divinidad Madre Durga. Las fechas del festival son determinadas utilizando el calendario lunar.
Navaratri representa una celebración de la Diosa Amba, (el Poder).
Navaratri o Navadurga Parva es el período más auspicioso de sadhanas devotas y adoración de Shakti (el sublime, la energía creativa absoluta) de lo Divino conceptualizado en la figura de la Diosa Madre Durga, cuya adoración se remonta a tiempos prehistóricos antes de los comienzos de la era Veda.
Todo un capítulo del décimo mandala del Rigveda trata sobre las sadhanas para adorar a Shakti. El "Devi Sukta" y "Isha Sukta" del Rigveda y el "Ratri Sukta" del Samveda expresan de forma similar loas de alabanza en sadhanas de Shakti. De hecho, antes del comienzo de la legendaria guerra entre los Kauravas y Pandavas en el Mahabharata (una épica sánscrita fundacional en la tradición hindú) el Señor Krishna adora a Durga, la Diosa de Shakti, pidiendo por la victoria de los Pandvas.
El Señor Brahma es mencionado en el Markandey Purana, donde dice a Rishi Markandey que la primera encarnación de Shakti fue como Shailputri. Otras encarnaciones de la Madre Divina son: Brahmcharñi, Chandraghanta, Kushmanda, Skandamata, Katyayani, Kalratri, Mahagauri y Siddhidatri en este orden. Estas nueve manifestaciones de Shakti, son adoradas como "Nava-Durga". El quinto capítulo del Rudra Sanhita de Shiva Purana también describe de manera vívida las varias emanaciones divinas de Durga.
Desde la era Védica de los Rishies, las prácticas devotas recomendadas durante Navratri eran principalmente las de Gayatri Anushthana.
En la edad Védica de la cultura india, la filosofía religiosa y las prácticas devotas se enfocaban en el conocimiento verdadero y el alcanzar al poder supremo de Gayatri (Bram Shakti). Los Vedas fueron la base de todas las corrientes de espiritualidad y ciencia de aquellos días. Gayatri fue la fuente de poderes divinos de los dioses y no-dioses en los cielos y sus manifestaciones angelicales y encarnaciones. Gayatri sadhana también fue de suma importancia en las aspiraciones espirituales de niveles superiores de los yoguis y tapaswis. Gayatri Mantra fue el eje central de la práctica diaria de sandhya-vandan (meditación y adoración devota) de todas las personas. Mediante los rishis, sadhanas y upasanas específicos el Gayatri Mantra fue practicado durante los festivales de Navaratri por todo aspirante a la iluminación espiritual.

## Fechas y celebraciones
En los estados del este y noreste de India, el Durga Puja es sinónimo de Navaratri, en el que la diosa Durga lucha y sale victoriosa sobre el demonio búfalo Mahishasura para ayudar a restaurar el dharma. En los estados del sur, se celebra la victoria de Durga o Kali. En todos los casos, el tema común es la batalla y la victoria del bien sobre el mal basada en una epopeya o leyenda regionalmente famosa como la Devi Mahatmya.

### Celebraciones
Las celebraciones incluyen el culto a nueve diosas durante nueve días, la decoración de escenarios, la recitación de la leyenda, la representación de la historia y el canto de los escrituras del hinduismo. Los nueve días son también un importante acontecimiento cultural de la temporada de cosechas, como el diseño y la puesta en escena competitiva de los pandals, la visita de las familias a estos pandals y la celebración pública de la danzas clásicas y folclóricas de la cultura hindú. Los devotos hindúes suelen celebrar el Navaratri ayunando. El último día, llamado Vijayadashami, las estatuas se sumergen en una masa de agua, como un río o un océano, o la estatua que simboliza el mal se quema con fuegos artificiales, marcando la destrucción del mal. Durante esta época también se realizan los preparativos para Deepavali (el festival de las luces) que se celebra veinte días después de Vijayadashami.

### Fechas
Según algunos textos hindúes, como los Puranas Shakta y Vaishnava, Navaratri se celebra teóricamente dos o cuatro veces al año. De ellas, el Sharada Navaratri, cerca del equinoccio de otoño (septiembre-octubre), es el más celebrado, y el Vasanta Navaratri, cerca del equinoccio de primavera (marzo-abril), es el siguiente más significativo para la cultura del subcontinente indio. En todos los casos, Navaratri cae en la mitad luminosa de los meses lunisolares hindúes. Las celebraciones varían según la región, dejando mucho a la creatividad y las preferencias del hindú.

#### Sharada Navaratri
Sharada Navaratri es el más celebrado de los cuatro Navaratri, llamado así por Sharada que significa otoño. Comienza el primer día (pratipada) de la quincena brillante del mes lunar de Ashvini. El festival se celebra durante nueve noches una vez al año durante este mes, que suele caer en los meses gregorianos de septiembre y octubre. Las fechas exactas del festival se determinan según el calendario lunisolar hindú, y a veces el festival puede celebrarse durante un día más o un día menos en función de los ajustes por los movimientos del sol y la luna y el año bisiesto. En muchas regiones, el festival cae después de la cosecha de otoño, y en otras, durante la cosecha.
Las festividades se extienden más allá de la diosa Durga y varias otras diosas como Saraswati y Lakshmi. Deidades como Ganesha, Kartikeya, Shiva y Parvati son veneradas regionalmente. Por ejemplo, una notable tradición panhindú durante Navaratri es la adoración de Saraswati, la diosa hindú del conocimiento, el aprendizaje, la música y las artes, a través de la Ayudha Puja. En este día, que suele caer en el noveno día de Navaratri, se celebra la paz y el conocimiento. Los guerreros agradecen, decoran y veneran sus armas, ofreciendo oraciones a Saraswati. Los músicos mantienen, tocan y rezan sus instrumentos musicales. Los agricultores, los carpinteros, los herreros, los alfareros, los tenderos y todo tipo de comerciantes también decoran y veneran sus equipos, maquinaria y herramientas de trabajo. Los estudiantes visitan a sus maestros, les expresan su respeto y buscan sus bendiciones. 
Esta tradición es particularmente fuerte en el sur de la India, pero también se observa en otros lugares.

#### Chaitra Navaratri
El Chaitra Navaratri, también llamado Vasantha Navaratri, es el segundo Navaratri más celebrado, llamado así por vasanta que significa primavera. Se celebra durante el mes lunar de Chaitra (marzo-abril). El festival está dedicado a la diosa Durga, cuyas nueve formas se veneran durante nueve días. El último día es también Rama Navami, el cumpleaños de Rama. Por esta razón, algunas personas lo llaman también Rama Navaratri.
En muchas regiones, la fiesta cae después de la cosecha de primavera, y en otras, durante la cosecha. También marca el primer día del calendario lunisolar hindú, también conocido como el Año Nuevo Lunar Hindú, según el calendario Vikram Samvat.

#### Magha Navaratri
Magha Navaratri se observa durante el mes lunar de Magha (enero-febrero). Este Navaratri también se conoce como Gupt (secreto) Navaratri. El quinto día de este festival suele observarse de forma independiente como Vasant Panchami o Basant Panchami, el inicio oficial de la primavera en la tradición hindú, en el que se venera a la diosa Saraswati a través de las artes, la música, la escritura y el vuelo de cometas. En algunas regiones, se venera al dios hindú del amor, Kama. Magha Navaratri se observa a nivel regional o individual.

#### Ashada Navaratri
Ashada Navaratri, también conocido como Gupta Navaratri, se observa durante el mes lunar de Ashadha (junio-julio), durante el inicio de la estación de los monzones. Ashada Navaratri se observa a nivel regional o individual.

## Platillos durante el ayuno de Navratri
El ayuno durante Navratri es observado desde el primer hasta el noveno día. Muchas personas se restringen a ingerir solo frutas durante estos nueve días/noches. La mayoría de los devotos ingieren una sola comida durante el día /noche, y se abstienen de ingerir alimentos no-vegetarianos. También se evita el consumo de cebolla y ajo durante el Navaratri.

### Platillos del Navratri

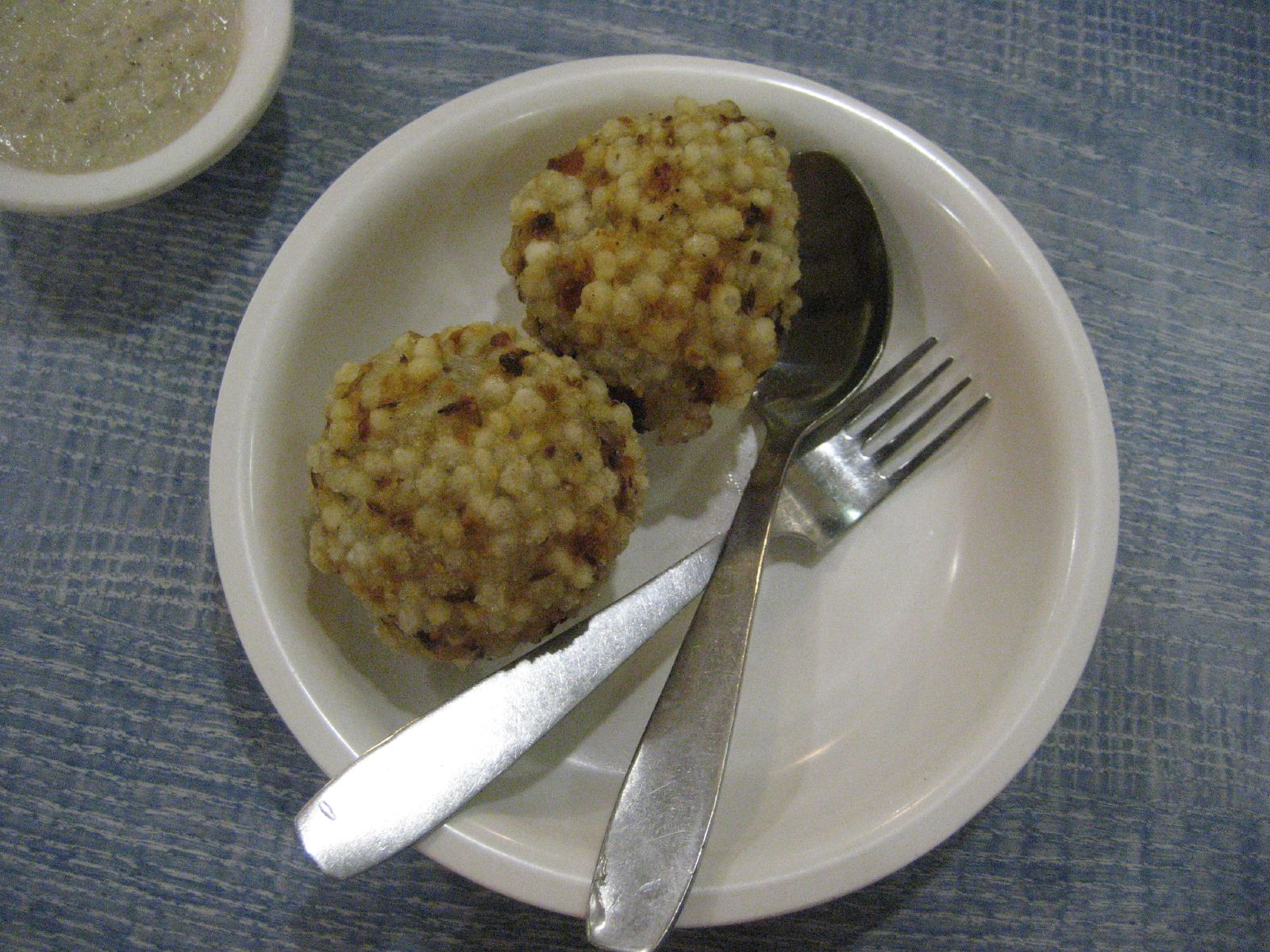
Sabudana vada alimento ideal durante el ayuno de Navaratri.

Existen numerosas recetas de platillos que se consumen durante el Navratri, tales como
- Sundal
- Sabudana vada
- Sabudana Khichadi
- Puri Chana and Halwa
- Makhane Ki Sabzi
- Sawank Ke Chawal
- Dahi Pudine Wale Aloo
- Makhane Ki Sabzi
- Shakarkandi Ki Chaat
- Sabudana Papad
- Banana Raita
- Aloo Raita
- Singhare Ke Pakode
- Banana Chips
- Kaddu Ka Raita
- Malaiwale Kofte
- Fruits/Fruit Juices
- Sabudana Khir
- Bhagar
- Varai
- Bhindi Sabzi
- Ramdana (rajgira) ladoo
- Sweet Puttu
- Kuttu ka aata ki poori/sabzi